# Golfe de Baïa
Pour les articles homonymes, voir Baïa.
Le golfe de Baïa ou de Baïes est un golfe de la mer Méditerranée formant une partie de la baie de Naples, en mer Tyrrhénienne.
Située au centre du golfe de Pouzzoles, la cité romaine de Baïes fut fréquentée par Auguste qui y établit sa résidence et ensuite par la plupart des empereurs.